# 秦冉

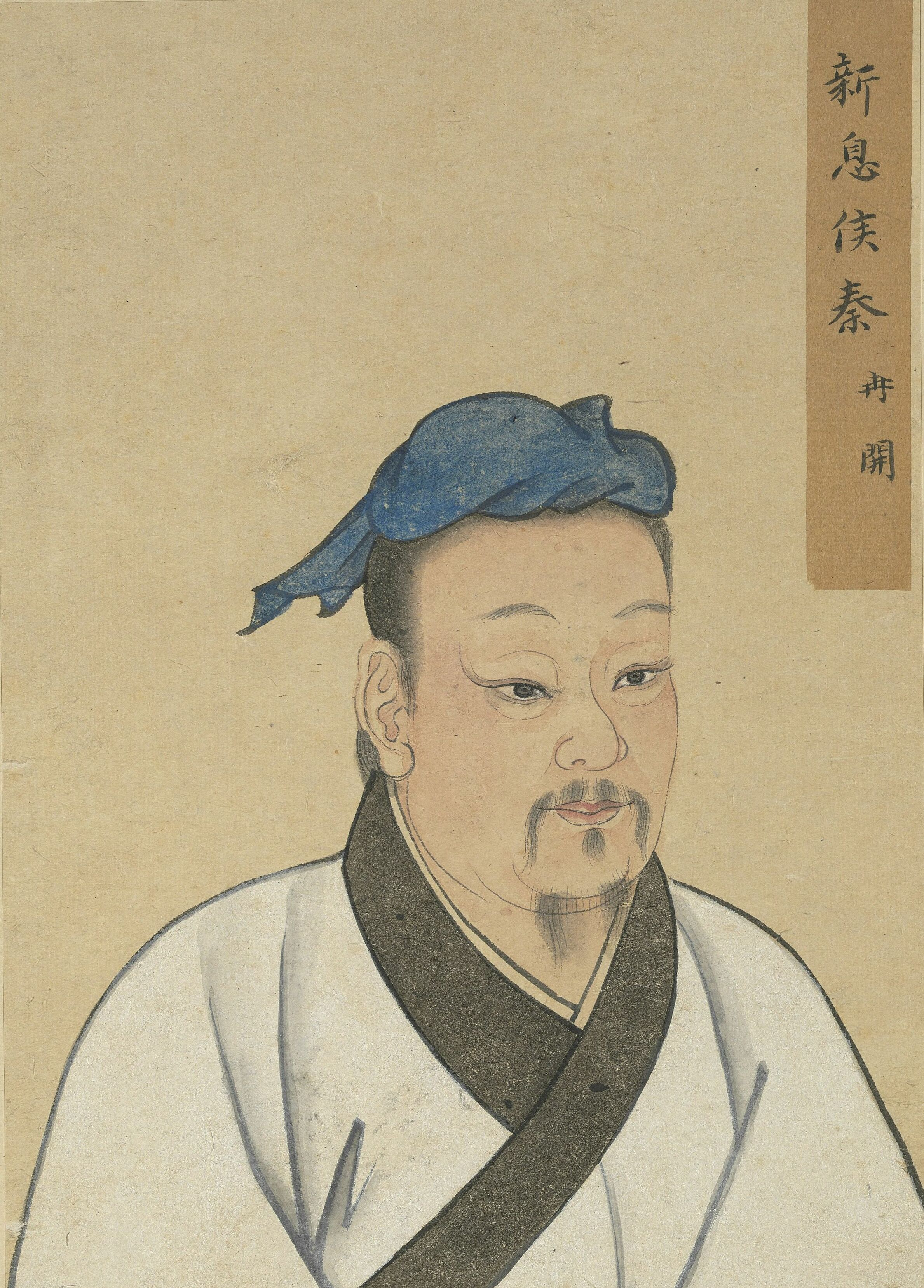
秦冉

秦冉（？—？），字开，《孔子家语·弟子解》没有秦冉。春秋时期蔡国人。孔子弟子。

## 生平
秦冉事迹不详。 

## 歷代追封
- 漢明帝永平十五年（72年）從祀孔廟。
- 唐玄宗開元二十七年（739年）封彭衙伯。
- 宋真宗大中祥符二年（1009年）封新息侯。
- 明世宗嘉靖九年（1530年）罢祀。